# 683 Ланція
683 Ланція (683 Lanzia) — астероїд головного поясу, відкритий 23 липня 1909 року.
Тіссеранів параметр щодо Юпітера — 3,136.